# ФК 2 Корику
Фудбалски клуб 2 Корику (алб. Klubi Futbollistik 2 Korriku) је професионални фудбалски клуб из Приштине. Такмичи се у другом фудбалском рангу тзв. Прве лиге Републике Косово.

## Историја
Године 1996. ФК 2 Корику је освојио Куп Косова и Метохије. Има најпопуларнију школу фудбала на Косову и Метохији. У протеклих 20 година школа је изнедрила изузетне таленате који играју у Суперлиги Републике Косово. Неки познати играчи који су прошли кроз редове ФК 2 Корику су Етрит Бериша и Љабинот Халити.

## Стадион
Клуб игра домаће утакмице на стадиону 2 Корику у Приштини.

## Играчи

### Први тим
| Бр. |        | Позиција | Играч                |
| --- | ------ | -------- | -------------------- |
| 5   | Србија | О        | Абит Салиху          |
| 6   | Србија | О        | Аријан Лаху          |
| 7   | Србија | Н        | Фљорент Молићај      |
| 8   | Србија | С        | Анди Орући (капитен) |
| 9   | Србија | Н        | Ањбин Прапаштица     |
| 10  | Србија | С        | Ендрит Бахоли        |
| 11  | Србија | О        | Јехон Стубла         |
| 12  | Србија | Г        | Амир Говори          |
| 13  | Србија | С        | Ћендрим Сејдију      |
| 14  | Србија | С        | Арђенд Џафа          |
| 15  | Србија | Н        | Ерик Стубла          |

| Бр. |                           | Позиција | Играч          |
| --- | ------------------------- | -------- | -------------- |
| 17  | Србија                    | С        | Арбнор Шаља    |
| 20  | Србија                    | С        | Бесмир Османи  |
| 27  | Србија                    | Г        | Фатмир Мућићи  |
| 30  | Сједињене Америчке Државе | С        | Илиријан Ђата  |
| 33  | Србија                    | О        | Ландрит Рама   |
| 77  | Србија                    | Н        | Адонис Алију   |
| 99  | Србија                    | Н        | Урим Статовици |

## Повезани клубови
- ФК Бешикташ (2021—данас)[1][2]